# Elseid Hysaj
Elseid Hysaj (Shkodër, 2 de fevereiro de 1994) é um futebolista profissional albanês que atua como lateral-direito ou esquerdo. Atualmente defende a Lazio, sendo um dos principais jogadores albaneses da atualidade.

## Carreira
Elseid Hysaj fez parte do elenco da Seleção Albanesa de Futebol da Eurocopa de 2016.

## Títulos
Napoli
- Copa da Itália: 2019–20